# Michel Dussuyer
Michel Dussuyer (nascut el 28 de maig de 1959) és un entrenador de futbol francès i exjugador professional que és l'entrenador de la selecció de Benín.

## Carrera com a jugador
Dussuyer va jugar com a porter en els clubs de Cannes, Niça i Alès.

## Carrera com a entrenador
Dussuyer va ser entrenador ajudant a Cannes entre 1996 i 2002.
Va ser nomenat entrenador de la selecció de Guinea el setembre de 2002. Els va conduir a la Copa Africana de Nacions de 2004, la seva primera aparició a la competició des de 1998. El país va arribar als quarts de final de la competició -el seu millor resultat en 30 anys-, però va dimitir el març del 2004 per motius familiars.
El 2006, va ser entrenador assistent d'Henri Michel per a la selecció de Costa d'Ivori, per a la Copa d'Àfrica de Nacions 2006. Va tornar a Cannes com a gerent, del 2006 al 2007.
Va ser nomenat entrenador de la selecció de Benín el juny de 2008. Va ser acomiadat el febrer de 2010, juntament amb la resta del cos tècnic. Va afirmar que la Federació de Futbol de Benín no va informar del seu acomiadament.
El maig de 2010 va tornar com a gerent de Guinea. Després de marxar a finals de 2013, va ser reelegit el febrer de 2014. Després de portar Guinea als quarts de final de la Copa d'Àfrica de Nacions 2015, es va convertir en entrenador de la selecció de Costa d'Ivori el juliol de 2015.
Dussuyer va renunciar al seu paper com a entrenador de Costa d'Ivori després que l'equip no va arribar als quarts de final de la Copa d'Àfrica de Nacions 2017.
El desembre de 2017 va ser vinculat a la feina de director vacant de la selecció de Benín. Va ser nomenat per a aquest càrrec l'agost de 2018 i va estar al capdavant de Benín a la Copa d'Àfrica de Nacions 2019.